# El Cosaco Verde
El Cosaco Verde, és un personatge de ficció de còmic i una sèrie publicada als anys seixanta que explica les aventures del fill d'un general de cosacs, l'acompanya Karakàn un tàrtar alt i gros i de poques paraules. Sing-li és un xines que es desplaça a lloms d'un iac i és un altre dels acompanyants del Cosaco Verde. Aquests tres personatges i la protagonista femenina Sankara, lluiten contra pirates i petits tirans de tota mena. El va publicar per primera vegada el 16 de maig de 1960 l'Editorial Bruguera amb guions de Victor Mora i dibuix de Fernando Costa.

## Biografia de ficció
El Cosaco Verde és el fill d'un general de cosacs, dedica la seva vida a combatre a pirates i petits tirans, l'acompanya un tàrtar anomenat Karakan, aquest és molt alt i gros, parla poc i quan està content fa un crit d'alegria repetint "Upi!Upi!". També l'acompanya Sing-li, d'origen xines, aquest és el cervell del grup, ja que és qui programa i preveu els plans d'acció, per desplaçar-se ho fa a lloms d'un iac. El quart membre maculi del grup, és Ivan, un noi jove que aconsegueix sobreviure a un atac perpetrat pels kurds al seu poble nadiu. La protagonista femenina Sankara és filla d'un cap mongol i està obsessionada a casar-se amb el Cosaco Verde, però aquest no li fa gens de cas, una altra de les seves obsessions és tallar-li la cueta a Sing-li, ja que els seus proverbis xinesos la desesperant.
El Cosaco Verde viu les seves aventures a l'Àsia central entre els grans rius russos, Volga, el Don, el Kama, l'Okà el Dvinà Septentrional i la serralada dels Urals en algunes ocasions també han anat a terres americanes, el Canadà, Alaska i fins i tot al Far West on va conèixer i fer amistat amb el llegendari Buffalo Bill.

## Trajectòria editorial
Publicacions i series on s'ha publicat el Personatge
| Publicació      | Any de Publicació | Editorial                | Col·lecció                                  | Enquadernació     | Mides       | Números | Pagines          | Notes                                             |
| --------------- | ----------------- | ------------------------ | ------------------------------------------- | ----------------- | ----------- | ------- | ---------------- | ------------------------------------------------- |
| El Cosaco Verde | 1960-1963         | Editorial Bruguera, S.A. | Super Aventuras / Colección Super Aventuras | Quadern amb Grapa | 17 x 24 cm. | 146     | 12               | 144 ordinaris mes 2 d'extraordinaris              |
| El Cosaco Verde | 1994 ?            | Ediciones B, S.A.        | Super Aventuras / Colección Super Aventuras | Quadern amb Grapa | 17 x 24 cm. | 149     | 12               | 144 ordinaris mes 2 extraordinaris mes 3 variants |
| El Cosaco Verde | 1995 - 1996       | Ediciones B, S.A.        | Super Aventuras / Colección Super Aventuras | Llibre Cartone    | 17 x 24 cm. | 3       | 484 mes cobertes | 3 ordinaris                                       |

Fonts: